# Karel Goeyvaerts
Karel Goeyvaerts, né le 8 juin 1923 à Anvers et mort dans cette ville le 3 février 1993, est un compositeur belge.
« La musique a pour tâche de présenter ‘l’essence’ dans le temps et l’espace » - Goeyvaerts

## Biographie
Karel Goeyvaerts étudie le piano, l’harmonie, la fugue, la composition et l’histoire de la musique au Conservatoire royal d'Anvers de 1943 à 1947. Il part ensuite au Conservatoire national de Paris pour approfondir son apprentissage musical de 1947 à 1950. Il suit les cours de composition de Darius Milhaud (1892-1974, membre du « Groupe des six »), d’analyse avec Olivier Messiaen (1908-1992, membre du groupe « Jeune France ») et d’ondes Martenot avec son inventeur Maurice Martenot (1898-1980). Il obtient le prix Lily Boulanger en 1949 et le prix Halphen en 1950. De retour à Anvers, il réalise ses « 7 » premières compositions en 5 ans. Durant cette époque, il donne des cours d’histoire de la musique dans une académie locale et dans une université populaire. Ses notes de cours conservées au Music Research Centre K offrent de précieuses indications concernant son projet esthétique de l’époque 1950-1957.
Puis de 1957 à 1970, il travaille comme officier pour la Sabena. Après cela, il reprend sa carrière musicale en tant que producteur pour la radio belge, de 1972 à 1974 au studio de l’IPEM (Instituut voor Psychoacustica en Elektronische Muziek). Ensuite, il devient producteur musical à radio « Brussels » de 1975 à 1988. En 1985, il est élu président de la tribune internationale des compositeurs de l’UNESCO. Un an avant sa mort, en 1992, il est nommé professeur à l’université catholique de Louvain pour un cours de nouvelle musique.

## LaSonate pour 2 pianoset l'émergence du sérialisme
« La musique est l’objectivation d’une donnée spirituelle dans une structure sonore » - Goeyvaerts
Goeyvaerts sera d’abord influencé par Stravinsky, Bartók et Hindemith. Il se tournera ensuite vers Schönberg, Messiaen et Webern, reniant en 1950 sa production antérieure. En effet, Messiaen et Webern ont particulièrement marqué le jeune compositeur anversois. Son développement du sérialisme prend racine dans ses études des œuvres de Messiaen et Webern.
Sa Sonate pour 2 pianos (no 1) écrite durant l’hiver de 1950 et 1951 peut être comprise comme la synthèse entre certaines idées de Messiaen et l’application webernienne du dodécaphonisme desquelles Goeyvaerts réalise des analyses détaillées. De Messiaen, il tire l’organisation précompositionnelle des paramètres musicaux. Principe pour lequel il trouve une équivalence dans certaines procédures isorythmiques de l’Ars Nova. De Webern, il apprend à considérer la série non plus comme un thème mais plutôt comme la définition des qualités structurelles. L’utilisation par Goeyvaerts des positions d’octaves figées, ses premières tentatives pour sérialiser les durées, les dynamiques et les timbres, ainsi que sa préoccupation pour un ordre symétrique peuvent également être raccrochés à Webern.

L’analyse et la création de la Sonate pour 2 pianos a lieu au séminaire de Darmstadt en 1951. Ces cours d’été furent d’une importance capitale pour les développements de la pensée sérielle et de la nouvelle musique d’après-guerre. Schoenberg devait assurer le séminaire de composition. À la suite d'une maladie dont il décédera trois jours après la fin de la session, Adorno le remplaça. La sonate fut interprétée par Goeyvaerts lui-même et son ami Stockhausen. Cependant, la démarche spéculative ne fut pas bien accueillie par Adorno.
Le mouvement central de cette pièce est le premier exemple du sérialisme généralisé, le point de départ du sérialisme « pointilliste » de Darmstadt : le transfert des applications sérielles à tous les paramètres sonores. Cette Sonate a eu une influence majeure sur la jeune génération de l’avant-garde de manière générale et plus particulièrement sur Karlheinz Stockhausen. Durant les années cinquante, Goeyvaerts et Stockhausen s’influencent mutuellement. En témoignent les nombreux liens personnels et musicaux entre les deux hommes : l’intensive correspondance et les compositions de Stockhausen dont la plupart s’inspirent du concept de base de cette sonate.
Cependant, les analyses confirment que la Sonate no 1 ainsi que le Concerto no 2 (pour violon et orchestre, 1951) sont des œuvres de transitions, hybrides. Le sérialisme le plus strict n’est pas encore atteint partout, bien qu’on puisse le percevoir très clairement. 

Dans le Concerto no 2, il poursuit une pureté structurelle de la composition qui entre en conflit avec les exigences formelles du concerto. La durée et l’intensité sont sérialisées et la série de base segmentée en quatre cellules structurelles apparentées. Dans la deuxième partie, les cellules sont lentement transformées en figures motiviques thématiques. 

Alors que, dans sa Sonate no 1, les parties centrales (2e et 3e mouvements) sont d’une organisation sérielle rigide. Ils possèdent une structure sonore et une forme d’une pureté absolue – en contraste avec les parties extérieures. Celles-ci conservent des caractéristiques non sérielles : stabilité harmonique, figures motiviques, ostatinos, préparation de paroxysmes, vague relation entre ces deux mouvements… bref, il faut encore attendre le no 2 pour voir apparaître clairement le sérialisme généralisé.

## Une nouvelle phase dans l’histoire de la musique ou le sérialisme généralisé
C’est donc seulement avec son Concerto pour 13 instruments (no 2), toujours en 1951 que Goeyvaerts met sur pied une pièce dans laquelle tout, de la forme générale jusqu’aux plus petits détails, est gouverné par un seul et unique principe sériel. Il en résulte que c’est plutôt le no 2 que le no 1 qui doit être considéré comme l’exemple le plus précis du sérialisme généralisé – au côté des travaux contemporains de l’Américain Milton Babbit et du Français Pierre Boulez.
Son no 2 est composé à partir d’une série de chiffres appliqués de manière inexorable à l’organisation des six paramètres. Il en va de même pour le no 3 dans lequel l’essence est objectivée de manière tout aussi absolue dans la structure sonore. Chaque son y est isolé : chaque note suivie d’une pause. 
Après s’être imposé en 1952 avec son Opus 3 (no 3) met gestreken en geslagen tonen, il s’oriente vers la musique électro-acoustique. Celle-ci permet notamment de résoudre les problèmes d’interprétation et d’organisation du timbre posés par les œuvres sérielles en créant des sons électroniques et en les enregistrant sur bande magnétique.

## Un pionnier de la musique électronique
Son amitié avec Stockhausen fait que ce dernier invite Goeyvaerts au NordWest Deutscher Studio de Cologne. Il est ainsi un des premiers compositeurs à faire appel à l’électronique. Sa première partition électronique date de décembre 1952 : Compositie Nr.4 met dode tonen (1952). Elle ne sera finalement jouée qu’au studio de l’IPEM à Gand dans les années 1970. Cependant, sa Compositie Nr. 5 met zuivere tonen (1953) et sa Compositie Nr.7 met convergende en divergende niveaux (1955) seront produites respectivement en 1953 et en 1955 au studio de musique électronique NWD de Cologne (Studio dans lequel Stockhausen réalise en 1956 son Gesang der Jünglinge). Retenons également de cette époque sa Compositie Nr. 6 met 180 klankvoorwerpen (1954) avec laquelle il recherche un compromis entre sons instrumentaux et sons électroniques. Malheureusement, son peu de prétention et sa naïveté le mettent sur la touche. Il retourne en Belgique.
Goeyvaerts écrit donc une des premières pièces électroniques de l’histoire de la musique : Compositie Nr.4 met dode tonen. Elle est constituée de quatre couches sonores de durée égale et répétées invariablement durant toute la pièce. Ce sont les pauses entre les répétitions qui sont variées sur un principe sériel. Un peu à la manière du déphasage si cher à la musique que Steve Reich développera une dizaine d’années plus tard. Il n’y a pas d’indications concernant les quatre couches sonores. Elles doivent être un complexe sonore et être harmoniquement hétérogènes. L’appellation composition avec des « sons morts » renvoie au fait que les couches sonores sont traitées de manières statiques : sans vie ni mouvement.
Le terme de « sons purs » de la Nr. 5, renvoie quant à lui à l’utilisation de sons sinusoïdales : fréquences fondamentales sans harmoniques (donnant le timbre des instruments acoustiques). Ce type de sons ne peut être créé que par électroniques.

La no 6 « aux 180 objets sonores » est constituée de sons déterminés au niveau de la hauteur, du registre, de la durée, de l’intensité et du timbre, répétés invariablement dans cette constellation paramétrique pendant toute la pièce. Il s’agit de ces œuvres composées pour orchestre, mais dont la complexité de l’interprétation pour les musiciens de l’époque pousse Goeyvaerts à employer l’électronique. 

En ce qui concerne la no 7, il s’agit de glissandos en superposition enregistrés sur bande magnétique.
Les compositions sérielles de Goeyvaerts, comprennent celles pour ensemble instrumental (Opus 2, Opus 3 & Composition no 6) ainsi que celles pour bandes (Compositions no 4, 5 & 7). Elles attestent d’un niveau d’abstraction sans précédent. En comparaison avec les dimensions dramatiques et poétiques des œuvres sérielles de Stockhausen et Boulez, celles de Goeyvaerts allant de l’Opus 2 à sa Composition no 7, revendiquent une position esthétique propre : la recherche de « l’objectivation d’une donnée spirituelle dans une structure sonore ».
Mais à partir du milieu des années 1950, il lui semble de plus en plus évident que le sérialisme généralisé ne produira pas la haute organisation escomptée par les compositeurs d’avant-garde, spécialement du point de vue de l’auditeur. À la différence de ses camarades convaincus qui intégrèrent certains degrés d’indétermination au système sériel, Goeyvaerts finira par abandonner la technique sérielle.

En 1957, il se retire temporairement du monde de la musique, mais il continue à composer. En effet, il prépare son entrée dans sa phase expérimentale marquée par une écriture plus libre qui n’exclut pas le retour à certains moyens plus traditionnels. C’est également en 1957 qu’il entre à la Sabena où il travaillera jusque 1970.

Entre sa phase électronique et sa phase plus expérimentale, il compose plusieurs pièces de grandes formes : Diaphonie (pour grand orchestre, 1957), Improperia (cantate pour le Vendredi saint, 1958) et la Passion selon saint Jean (1959).

## À la recherche d’un langage ou l’expérimentation (1960-1975)
Les productions de Goeyvaerts de 1960 à 1975 peuvent être caractérisées d’expérimentales. Différentes possibilités y sont systématiquement explorées : improvisations à partir de réservoir de notes (Zomerspelen pour groupe de trois orchestres, 1961), exploration de différents degrés d’intégration entre des instruments traditionnels et bande magnétique pré enregistré (Stuk Voor Piano, 1964), utilisation de matériels phonétiques (Goathemala, 1966), utilisation de forces variables (Parcours, 1967), partition graphique (Actief-reactief, 1968), partition verbale (Vanuit de kern, 1969), théâtre instrumental (Catch à quatre, 1969, composition verbale pour 4 musiciens errants), implication du choix du public (Al naar Gelang, 1971) ou des interprètes (Piano quartet met magnetofoon, 1972), forme mobile (Landschap, 1973).
Stuk voor Piano : les sons du piano sont enregistrés et manipulés au préalable. Ceci permet d’éliminer le toucher ou de dénaturer les sons. La dialectique entre le déterminisme de la bande et l’interprétation partiellement indéterminée du concert est au centre de la composition. Les possibilités d’interactions entre la bande et le piano sont dispersées de façon régulière (presque sérielle) tout au long de la pièce.
Piano quartet met magnetofoon : le jour du concert, les musiciens enregistrent des bulletins d’informations en différentes langues. Grâce aux 7 feuillets (chiffre fétiche de Goeyvaerts) de la partition, les musiciens font un commentaire de la bande. Chaque feuillet contient des indications quant à l’exécution, les réservoirs de notes, le rapport entre la bande et l’instrument, ainsi que le déroulement global. Ils sont disposés librement par les interprètes en fonction de la bande.
Tout ceci est à replacer dans le cadre de l’émancipation caractéristique de la musique des années 1960  et du début des années 1970. Si l’on regarde de plus près, ces pièces manifestent le même principe structurel  qui l’obsède depuis les années 1950 : processus cyclique, inversion symétriques et un haut degré d’abstraction et de planification mathématique sous-jacente à une apparente vitalité incontrôlée et aléatoire à la surface de ses partitions de cette époque.
En 1970, il est nommé par la BRT comme producteur à l’IPEM à Gand. Quelques années plus tard, il devient le premier producteur de musique contemporaine de la BRT. Nouvelles activités qui ne l’empêchent pas de continuer à composer.

## Le minimalisme goeyvaertien (1975-1982)
À partir de 1975, il se met à la recherche d’un même objectif esthétique par une interprétation personnelle du minimalisme : une technique de répétition évolutive. Une cellule rythmique à l’intérieur de laquelle une durée fixée est répétée, à chaque répétition un nouvel élément est ajouté. En d’autres termes, « un discours organisé comme un rituel accentué par l’utilisation de formules mélodico-rythmiques répétées et déviées de leur axe d’origine » . Une fois que la cellule est complète, elle commence à se désintégrer graduellement. Ce principe devint particulièrement intéressant dès lors que l’on réunit plusieurs de ces processus en un seul mouvement comme dans son cycle de cinq Litanies (1979-1982).
Litanie I (1979) : 7 séquences différentes qui une fois parcourues recommencent à la première (pour continuer le cercle). Les séquences sont structurellement identiques : répétition d’un module à temps fixe, tandis qu’un élément s’ajoute à chaque répétition. Dès lors qu’un module est entièrement rempli, il se désintègre de la même façon. Dans cette pièce, il superpose jusqu’à quatre modules.
Aquarius-Tango (1984) et Pas à pas (1985) : fonctionnent sur le même principe que Litanie I. Mais de manière plus uniforme et avec une répétition plus obstinée. La première se joue « avec une élégance sophistiquée et généreuse », tandis que la seconde est plus directe et agressive. Toutes deux, bien différentes, sont pourtant basées sur des éléments de son opéra Aquarius, preuve s’il en faut des contrastes esthétiques que Goeyvaerts peut profiler.

## La vision utopique:Aquarius(1983-1993)
C’est son opéra Aquarius qui occupe les dix dernières années de sa vie. Comme il ne reçoit pas de commande pour cet opéra, il le divise en plusieurs pièces indépendantes (orchestrale, de chambre, chorale) en tant que scène potentielle d’un opéra. Aquarius illustre le projet utopique de la plupart de la nouvelle musique dans sa représentation de l’émergence graduelle d’une société égalitaire dans laquelle chacun possède une place en fonction de ses propres capacités. Le texte est principalement phonétique et non pas sémantique. Les chanteurs (8 sopranos et 8 barytons) sont employés comme groupes. Certaines correspondances de Goeyvaerts révèlent que le compositeur avait une représentation abstraite de la mise en scène dans son esprit. Le langage compositionnel de cette œuvre peut être décrit comme de la nouvelle tonalité. Mais des aspects fondamentaux du sérialisme persistent, notamment par la coïncidence entre macro et micro structure. En effet, la forme unique de l’œuvre découle du choix des notes. Un autre élément issu du sérialisme est l’interchangeabilité des dimensions horizontales et verticales.
En juin 1985, il est élu président de la tribune internationale des compositeurs de l’UNESCO. Il devient également membre de l’académie royale des sciences, lettres et beaux arts de Belgique. À la fin de cette période, en 1992, il est nommé par le département de musicologie de la Katholieke Universiteit Leuven (KUL) pour un cours de nouvelle musique. Cette position implique l’écriture d’une composition : Alba per Alban. Cette œuvre resta inachevée, à la suite du décès du compositeur dans sa ville natale le 3 février 1993.

## Liste des compositions
- 1948 : Concerto pour violon n°1
- 1949 : Tre Lieder per sonar a venti-sei
- 1950 : Elegische muziek
- 1951 : Concerto pour violon n°2
- 1951 : Op. 1, Sonate pour 2 pianos
- 1951 : Nr. 2 voor 13 instrumenten
- 1952 : Nr. 3 met gestreken en geslagen tonen
- 1952 : Nr. 4 met dode tonen, pour bande
- 1953 : Nr. 5 met zuivere tonen, pour bande
- 1954 : Nr. 6 met 180 klankvoorwerpen
- 1955 : Nr. 7 met convergerende en divergerende niveaus, pour bande
- 1961 : Zomerspelen, pour orchestre
- 1963 : Cataclusme, pour orchestre
- 1964 : Stuk voor piano en tape
- 1968 : Mis voor Paus Johannes XXIII
- 1971 : Al naar gelang, pour orchestre
- 1972 : Bélise dans un jardin
- 1972 : Piano Quartet, avec bande
- 1972 : Nachklänge aus dem Theater I–II, pour bande
- 1975 : Ach Golgatha!, pour percussion, harpe et orgue
- 1975 : Pour que les fruits mûrissent cet été, pour 14 instruments de la Renaissance, joués par sept musiciens
- 1975 : You'll Never Be Alone Anymore
- 1976 : Mon doux pilote s'endort aussi, pour chœur
- 1978 : Erst das Gesicht...
- 1978 : Honneurs funèbres à la tête musicale d’Orphée, pour 6 ondes Martenot
- 1979 : Claus-ule
- 1979 : Litanie I, pour piano
- 1980 : Litanie II, pour 3 percussionnistes
- 1980 : Litanie III, pour orchestre
- 1981 : Litanie IV, pour soprano, flûte, clarinette, piano, violon et violoncelle
- 1981 : After-Shave, pour violon, flûte et clavecin
- 1982 : Litanie V, pour clavecin et bande
- 1983-92 : Aquarius (L'ère du verseau) (opéra)
- 1984 : Zum Wassermann
- 1985 : Pas à Pas, pour piano
- 1985 : De Stemmen van de Waterman
- 1985 : Avontuur, pour piano et orchestre de chambre
- 1985 : Aemstel Kwartet
- 1986 : De Zeven Zegels, pour quatuor à cordes
- 1986 : De Heilige Stad, pour orchestre de chambre
- 1987 : Aanloop en kreet, pour orchestre
- 1990 : Das Haar
- 1991 : Aquarius (version de concert pour orchestre)
- 1992 : Voor Strijkkwartet

## Discographie
- Karel Goeyvaerts, Works for piano [1964-1990], Mégadisc (MDC 7848), 1996.
- Karel Goeyvaerts, The Serial Works [#1-7], Mégadisc (MDC 7845), 1998.

### Mark Delaere
- « Namen werden hier zu Menschen. Zur Frühgeschichte der Darmstädter Ferienkurse. Zwei unveröffentlichte Briefe von K. Goeyvaerts », in MusikTexte. Zeitschrift für neue Musik, no 54, 1994, p. 29-30
- « Sonate voor 2 piano's van K. Goeyvaerts », dans Muziek en Woord, mai 1994, p. 41-42
- « Goeyvaerts-Feldman. Over sacraliteit in een geseculariseerde samenleving », dans Muziek en Woord, novembre 1995, p. 23-26
- « A Pioneer of Serial, Electronic and Minimal Music. The Belgian Composer K. Goeyvaerts », dans Tempo, A Quarterly Review for New Music, no 195, 1996, p. 2-5
- (nl) avec D. Verstaete, « Het Goeyvaerts-fonds in de Centrale Bibliotheek K.U.Leuven. Inleiding en Catalogus », dans Musica Antiqua, no 13, vol. 1, 1996, p. 28-32
- (nl) avec Y. Knockaert, « Nieuwe Muziek in Vlaanderen », Stichting Kunstboek, Brugge, 1998
- (nl) avec D. Verstraete, E. Simoens et J. Christiaens, « Catalogus K. Goeyvaerts-archief, New Music Research Centre K. Goeyvaerts », Universiteitsarchief K.U.Leuven, 1998
- (en) « Very abstract Music. Karel Goeyvaerts and the Internationalisation of New Music in Flanders », dans The Low Countries. Arts and Society in Flanders and the Netherlands. A Yearbook, Rekkem, 1998, p. 294-296
- (de) « Karel Goeyvaerts », dans : I. Allihn (éd.), Kammermusikführer, Stuttgart-Kassel, 1998, p. 224-228

« Das Analyseseminar Olivier Messiaens und die Entwicklung der seriellen Musik », dans : Chr. M. Schmidt, in Musikwissenschaft zwischen Kunst, Ästhetik und Experiment. Festschrift Helga de la Motte-Haber zum 60. Geburtstag, Würzburg, 1998, p. 89-104
- (de) « Auf der Suche nach serieller Stimmigkeit. Goeyvaerts' Weg zur Komposition Nr. 2 », dans : O. Finnendahl (éd.), Die Anfänge der seriellen Musik (Kontexte. Beiträge zur zeitgenössischen Musik, * 1), Hofheim (Wolke Verlag), 1998, p. 13-36

avec J. Lysens et Chr. Wauters, « Karel Goeyvaerts' Litany V for Harpsichord and Tape or for Several Harpsichords: an Analysis », dans Contemporary Music Review, no 19, vol. 4, 2000, p. 117-128
« Karel Goeyvaerts en de nieuwe muziek in België sinds 1950 », dans : L. Grijp, Een muziekgeschiedenis der Nederlanden, Amsterdam University Press, 2001

### Karel Goeyvaerts
- (de) Karel Goeyvaerts, « Das elektronische Klangmaterial », dans die Reihe, no 1, 1955, p. 16
- (nl) Karel Goeyvaerts, Een zelfportret, De Nieuwe Muziekgroep, Gand, 1988
- (de) Dans MusikTexte : Zeitschrift für neue Musik, no 26, octobre 1988 ; no 36, octobre 1990 ; no 45, juillet 1992

### Herman Sabbe
- (de)  « Das Musikdenken von Karel Goeyvaerts in Bezug auf das Schaffen von Karlheinz Stockhausen : Ein Beitrag zur Geschichte der frühseriellen und elektronischen Musik 1950-1956 », in Interface : Journal of New Music Research Vol. 2, No. 1, Amsterdam, 1973, p. 101-113
- (nl) « Het muzikale serialisme als techniek en als denkmethode : Een onderzoek naar de logische en historische samenhang van de onderscheiden toepassingen van het seriërend beginsel in de muziek van de periode 1950–1975 », université de Gand, 1977
- (de) « Die Einheit der Stockhausen-Zeit…: Neue Erkenntnismöglichkeiten der seriellen Entwicklung anhand des frühen Wirkens von Stockhausen und Goeyvaerts. Dargestellt aufgrund der Briefe Stockhausens an Goevaerts », dans : Musik-Konzepte 19 : Karlheinz Stockhausen :… wie die Zeit verging…, Ed. Heinz-Klaus Metzger et Rainer Riehn, Munich, 1981, p. 5-96.
- (en) « Minimalism - A World Vision's World Versions. European Minimal Music Project », Goethe Institut, Munich, 1982
- (de) « Vom Serialismus zum Minimalismus. Der Werdegang eines Manierismus. Der Fall Goeyvaerts, "Minimalist avant la lettre" », dans Neuland. Ansätze zur Musik der Gegenwart, ed. H. Henck, 3, Keulen, 1982-1983, p. 203-208
- (nl) « Karel Goeyvaerts : Kruis en Kring », In Muziekkrant 18, Louvain 1983
- (de) « Karel Goeyvaerts 1923-1993 : Ästhetische Radikalität und Ideologie », Positionen-Beiträge zur neuen Musik XV, Berlin 1993
- (en) Beirens, Maarten, The identity of European minimal music as reflected in the works of Louis Andriessen, Karel Goeyvaerts, Gavin Bryars and Michael Nyman: a music-analytical study, K.U.Leuven, 2005.
- (en) Richard Toop, « Messiaen/Goeyvaerts, Fano/Stockhausen, Boulez », dans Perspectives of New Music, 13, no 1, 1974, p. 141-169
- (en) Richard Toop, « Stockhausen and the Sine-Wave: The Story of an Ambiguous Relationship », dans Musical Quarterly 65, no 3, 1979, p. 379-391